# Witalij Rudenczyk
Witalij Rudenczyk (ur. 21 lutego 1982 w Pradze) – bułgarski biathlonista oraz biegacz narciarski.
Witalij Rudenczyk brał udział w Zimowych Igrzyskach Olimpijskich 2006. W sezonie 2005/2006 Puchar Świata zakończył na 76. pozycji.

## Osiągnięcia

### Zimowe igrzyska olimpijskie
| Rok  | Miejscowość | Konkurencje | Konkurencje | Konkurencje | Konkurencje | Konkurencje | Konkurencje | Konkurencje |
| Rok  | Miejscowość | IN          | SP          | PU          | MS          | RL          | MR          | SR          |
| ---- | ----------- | ----------- | ----------- | ----------- | ----------- | ----------- | ----------- | ----------- |
| 2006 | Turyn       | 61.         | 20.         | 33.         | –           | –           | nd.         | –           |

### Mistrzostwa świata
| Rok  | Miejscowość     | Konkurencje | Konkurencje | Konkurencje | Konkurencje | Konkurencje | Konkurencje | Konkurencje |
| Rok  | Miejscowość     | IN          | SP          | PU          | MS          | RL          | MR          | SR          |
| ---- | --------------- | ----------- | ----------- | ----------- | ----------- | ----------- | ----------- | ----------- |
| 2004 | Oberhof         | 69.         | 77.         | –           | –           | –           | nd.         | –           |
| 2005 | Chanty-Mansyjsk | nd.         | nd.         | nd.         | nd.         | nd.         | 20.         | –           |
| 2006 | Pokljuka        | nd.         | nd.         | nd.         | nd.         | nd.         | 20.         | –           |
| 2007 | Anterselva      | 70.         | 70.         | –           | –           | 18.         | 18.         | –           |
| 2008 | Östersund       | 65.         | 77.         | –           | –           | 20.         | –           | –           |